# Bukowski (бронеавтомобіль)
Панцирник Bukowski (пол. Samochód pancerny "Bukowski") був зібраний у Львові для захисту міста в ході польсько-російської війни 1920 року.

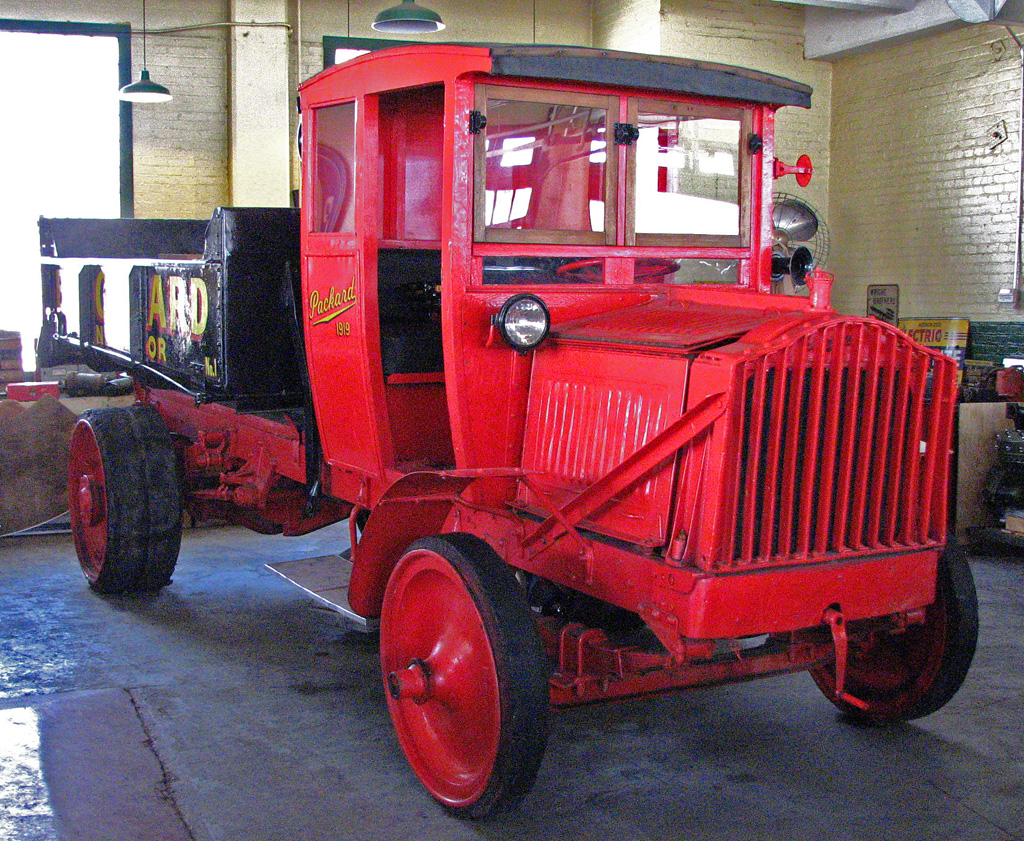
Вантажівку Packard серії Е продавали військам Антанти

Панцирник почали будувати за ініціативою начальника автомобільної служби львівського гарнізону майора Володислава Оссоріа-Буковського, що дало йому назву. Роботами керував майор, інженер Кохманн-Флоріанський. На шасі 3-тонної вантажівки Packard серії Е встановили каркас, до якого прикріпили німецькі панцирні піхотні щити зразка 1916 року. Кабіну водія і моторне відділення захистили залізними плитами. Для посадки екіпажу з 6 осіб використовували дверцята у кормі корпусу. Ще один люк розміщувався у даху. З кожної сторони панцирника містились амбразури для 4 кулеметів. Панцирник зібрали у майстернях військових кошар на вулиці Янівській у липні 1920 року.
Панцирник передали війську 14 липня. Через 5 днів він взяв участь у боях біля Буська, згодом біля Задвір'я, де загинуло 318 з 330 оборонців і де зупинили наступ кінармії Будьонного. 23 серпня він був пошкоджений в боях за залізницю в районі Борщовичі — Пикуловичі. Для ремонту його відвезли до Львова, де він перебував до завершення війни та був включений 1921 до розквартированого в місті 6-го дивізіону панцирників. У наступні роки був розібраний разом з однотипним панцирником «Львівська дитина».